# Breakdown of Sanity
Breakdown of Sanity — швейцарская металкор-группа из города Берн, существовавшая с 2007 по 2017 годы, и воссоединившаяся в 2020 году. Название группы переводится как «Помутнение рассудка» и призвана отразить агрессию музыки и мрачный дух времени современного общества. Breakdown of Sanity является одной из DIY групп, характерных для хардкор-панк-музыки.

## История

### Начало и «The Last Sunset» (2007—2010)
Весной 2007 года, гитарист и автор песен Оливер Стингер работал над идеями песен, которые должны были быть воспроизведены после роспуска его бывшей группы Paranoia. Вокалист Карло Кнопфель, который работал в качестве гитариста в группе Nerp присоединился к Стингеру. Вдвоем они работали с Drumcomputer, чтобы записать свои первые песни, несмотря на отсутствие барабанщика. Стингер и Кнопфель рассматривали в то время и других пригодных музыкантов для создания новой группы. Басистом был избран Сезар Гонин. Гонин, так же как и Стингер, играл в Paranoia. Около полугода трио искало барабанщика, прежде чем нашли Томаса Риндлисбахера в декабре 2007 года, который играл в группе Mortal Hatred aus Thun.
В начале 2008 года геһn впервые начал работу с образцами. Вскоре после основания пришел Сандро Каузен как второй гитарист в группу. Каузен ранее играл в Trinity и также принимал активное участие в различных других проектах. Весной 2009 года Сандро Каузен был заменен Кристофом Гигаксом. Гигакс уже играл в группах Close In Sight и Estate of Embers. В феврале 2009 года они выпустили первый альбом. Альбом назывался The Last Sunset и был выпущен на средства Стингера. На концертах Breakdown of Sanity играли с такими известными группами, как August Burns Red, Salt the Wound, Aborted, The Black Dahlia Murder, Cataract, Sylosis, Neaera, Youth of Today и другими. Их первый концерт за пределами Швейцарии состоялся в 2009 году в Германии. В том же году, лейбл Quam Libet Records проводит семплер под названием  Heavy Metal Nation VI , на котором группа выступила с песней  Read My Lips . В августе 2010 группа появилась на Open Air Graenichen. В тот же день там играли такие группы как No Use for a Name, Lagwagon, Streetlight Manifesto, Sylosis и Goodbye Fairbanks.

### Альбом «Mirrors» (2011—2012)
2011 начался для Breakdown of Sanity с концерта в Берне 4 февраля, где они сыграли вместе с Cataract. 4 апреля 2011 Breakdown of Sanity опубликовали свой второй альбом и назвали его Mirrors. В том же году группа гастролировала по Европе вместе с Vorgruppen wie, Breathing While Buried, Sequoia Shade, Resurrection, Scream Your Name, Sense of a Divination и Penguins on Extasy. Во время тура по Германии группой были поддержаны Fuze Magazine, Monster Energy и Macbeth Footwear. Во время тура, который проходил с 20 августа по 21 сентября 2011 группа побывала в Швейцарии, Германии Бельгии, Люксембурге, Франции и Австрии. 23 декабря 2011 был выпущен первый сингл, который назывался  Chapters . Через день группа представила песню доступной для бесплатной загрузки на Facebook.
В январе 2012 года группа имела много концертов в Швейцарии, Италии и Германии. В Zizers группа играла вместе с группой The Sorrow. 21 апреля 2012 Breakdown of Sanity играли в Лейпциге в «Impericon Festival II» и 16 июня 2012 года на Mair1 Festival in Montabaur.

### Альбом «Perception» (2013—2015)
Третий студийный альбом «Perception» был издан 18 октября 2013. Кроме того состоялся тур с такими группами, как August Burns Red и Architects Geplant. Эти концерты состоялись в контексте с Impericon Progression Tour в течение апреля. Концертный тур должен был содержать пять концертов в городах Херфорд, Бохум, Штутгарт, Вюрцбург и Мюнхен. Вместе с Architects, August Burns Red и Breakdown of Sanity были также хорошо известны Callejon, а также Adept. Играл группа Progression Tour, который также был на  Impericon Festival  в Лейпциге и Wien.
Свой первый концерт в 2013 году группа играла 11 января в Цюрихе вместе с Scream Your Name в Берне. 3 июня 2013 было объявлено, что Breakdown of Sanity впервые играет на With Full Force. Группа играла по субботам в «Hard Bowl Stage».

### Альбом «Coexistence» и распад (2016—2017)
8 мая 2016 был анонсирован последний студийный альбом, который получил название «Coexistence». Релиз состоялся 9 сентября 2016 года. Для группы это первый релиз, попавший в Топ-50, в том числе и в Швейцарии
11 мая 2017 группа объявила о своём распаде после прощального тура. 29 декабря 2017 группа дала последний концерт в Бёрне, который стал аншлаговым.
Воссоединение и новые синглы (2020—2023)
11 сентября 2020 года в официальном аккаунте группы в Instagram появился пост с намеком на воссоединение группы с указанием 25 сентября и текстом: «Time to make 2020 a little better».
25 сентября 2020 года группа выпустила сингл «Traces», окончательно подтвердив свое воссоединение.
4 ноября 2021 года группа выпустила сингл «Black Smoke». Так же в официальном аккаунте группы в Instagram группа заявила, что альбом не планируется, а просто будут периодически выпускаться песни.
В начале 2023 года группа объявила в своих соцсетях о выходе нового сингла Collapse. 19 января трек стал доступен для предпрослушивания на YouTube, а 20 января 2023 года на всех стриминговых платформах.

## Состав
Текущие участники
- Карло Кнёпфель — вокал (2007—2017, 2020 — 2024)
- Оливер Штингель — гитара (2007—2017, 2020 — н. в.)
- Цезар Гонин — бас-гитара (2007—2017, 2020 — н. в.)
- Томас Риндлисбахер — ударные (2007—2017, 2020 — н. в.)
- Кристоф Джигакс — гитара (2008—2017, 2020 — н. в.)

Другие участники
- Сандро Койзен — гитара (2007—2008)

## Дискография

### Синглы
- 2011: «Chapters»
- 2012: «Stronger» (Кавер на Канье Уэста)
- 2020: «Traces»
- 2021: «Black Smoke»
- 2023: «Collapse»
- 2024: «Echoes of the Void»
- 2025: «The Hunt»

### Альбомы
- The Last Sunset (2009)
- [MIRRORS] (2011)
- Perception (2013)
- Coexistence (2016)

## Клипография
- 2014:"Hero"
- 2016: «Restless»
- 2025: "The Hunt"